# Heliotropium cornutum
Heliotropium cornutum är en strävbladig växtart som beskrevs av Ivan Murray Johnston. Heliotropium cornutum ingår i Heliotropsläktet som ingår i familjen strävbladiga växter. Inga underarter finns listade i Catalogue of Life.